# Impulswahlverfahren
Impulswahlverfahren (IWV) ist die Bezeichnung für das älteste Signalisierungsverfahren der automatischen Telefonvermittlung.
Früher war es das einzige Wählverfahren und brauchte daher keinen Eigennamen. Heute ist es für analoge Telefonanschlüsse weitgehend vom Mehrfrequenzwahlverfahren (MFV), auch DTMF (Dual-tone multi-frequency) genannt, abgelöst.

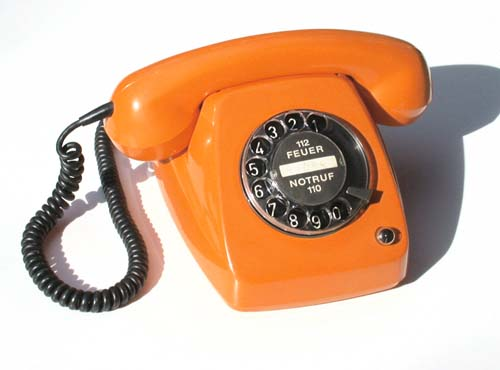
Deutsches FeTAp 615 mit Wählscheibe beginnend mit 1 = ein Impuls

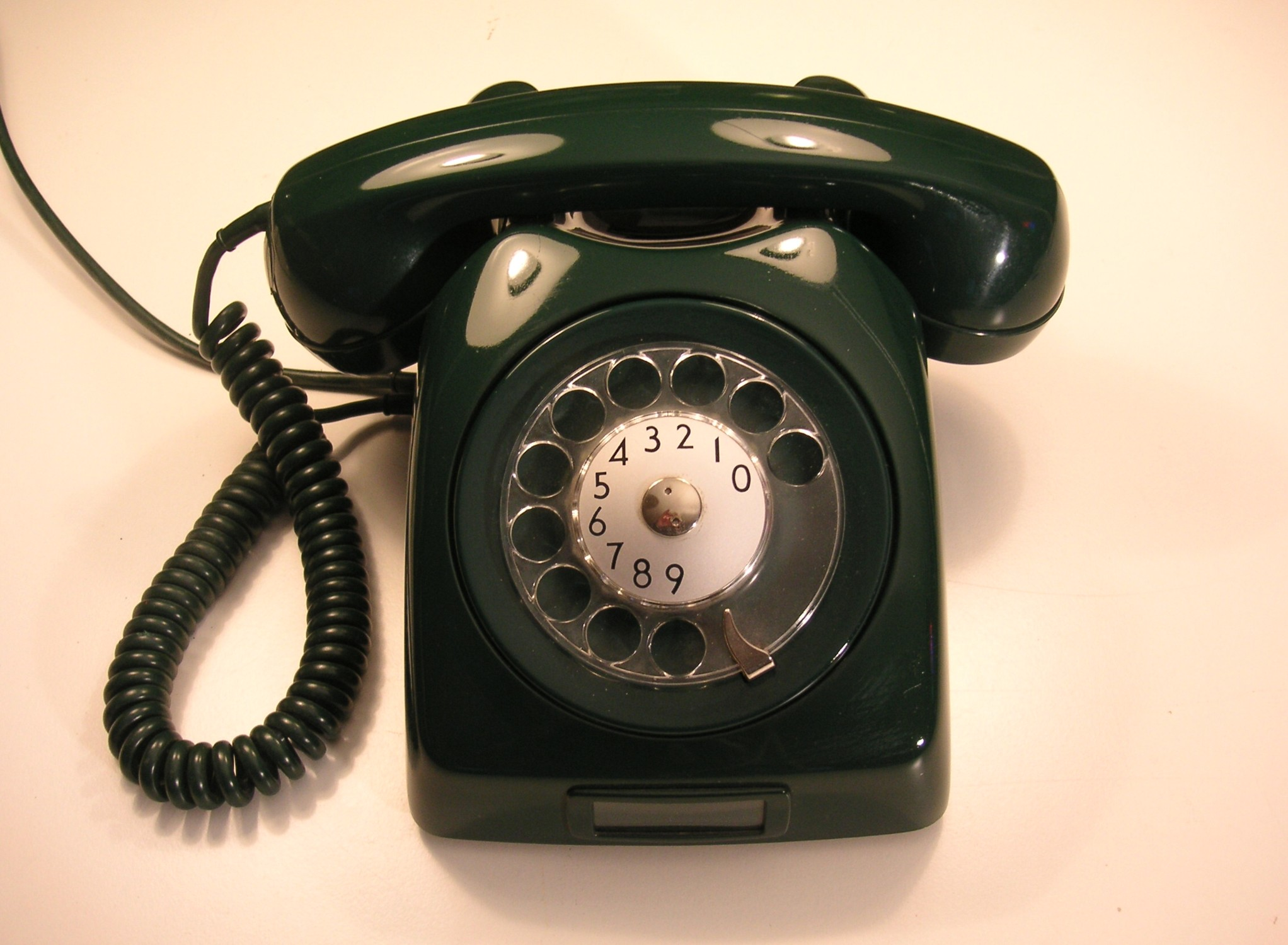
Schwedisches Dialog Telefon mit Wählscheibe beginnend mit 0 = ein Impuls

Mit der Erfindung der Wählscheibe (Nummernschalter) und der zugehörigen Vermittlungstechnik wurde die Funktionsweise und das Protokoll des Wählverfahrens festgelegt.
Durch das Abheben des Telefonhörers beim analogen Endgerät wird eine Stromschleife zur Vermittlungsstelle geschlossen, die das Telefon elektrisch versorgt. Das wird von der Vermittlungsstelle wahrgenommen, die nun ihrerseits den Wählton in die Teilnehmerleitung einspeist und auf Empfang geht. Das Drehen des Nummernschalters betätigt einen Kontakt und unterbricht mit ihm diese Schleife entsprechend der gewählten Ziffer: Bei Wahl der Ziffer 1 einmal, bei Ziffer 2 zweimal, ... bei Ziffer 0 zehnmal. Ein einzelner Impuls dauert 100 ms. Das in Deutschland verwendete Impuls-Pause-Verhältnis ist 60/40, was bedeutet, dass die Schleife eine Impulsdauer von 100 ms hat, 60 ms geöffnet und 40 ms geschlossen ist. Nach Ablauf der Impulsfolge bleibt die Schleife geschlossen.
Die gewählten Ziffern werden auf diese Weise in Spannungsimpulse umgesetzt, die in der Vermittlungsstelle registriert werden. Bei Vermittlungsstellen in elektromagnetischer Technik (in Deutschland bis etwa 1980) wurden die Schrittmagnete der Drehwähler angesteuert. Damit der Benutzer nicht diese Impulse hört, schaltet die Wählscheibe (Nummernschalter) den Sprechstromkreis für die Dauer der Wahl über den NSA-Kontakt kurz. 
Sobald eine etwas längere Pause folgt, wartet die Telefonvermittlung auf die nächste Ziffer. Rasches Betätigen des Gabelumschalters erzeugt Impulse, die – bei richtigem Timing – von der Vermittlungsstelle als Wählimpulse interpretiert werden.  Einige Münztelefone (z. B. der Tln Mü 55b) haben daher eine zusätzliche Verzögerungseinrichtung (mechanisch oder elektrisch) im Gabelumschalter, um eine „Gabelwahl“ ohne Bezahlen zu verhindern.
Die Pause zwischen den gewählten Ziffern beträgt mindestens die Zeit zweier Impulse, also 200 ms. Diese Pause wird Inter-digit pause (engl.), selten auch Spatium genannt. 
Ältere Telefone mit Tastenwahlblock und Tonruf (Mehrfrequenzwahlverfahren) lassen sich in der Regel auch auf das Impulswahlverfahren umstellen. In diesen umstellbaren Telefonen sind beide Wahlverfahren, Tastenwahl und Impulswahl, elektronisch realisiert. 
Da die IWV-Signalisierung die Verbindung zur Vermittlungsstelle galvanisch unterbricht und damit auch den normalen Sprachkanal (weshalb man die Impulse auch im Handapparat hören kann), spricht man von einer In-Band-Signalisierung. Bei ISDN und anderen digitalen Telefonnetzen wird dagegen für die Signalisierung ein eigener Kanal (bei ISDN der D-Kanal) verwendet. Dieses Verfahren wird als Out-of-Band-Signalisierung bezeichnet.